# いわき貨物駅
いわき貨物駅（いわきかもつえき）は、かつて福島県いわき市内郷高坂町四方木田に存在した日本国有鉄道（国鉄）の貨物駅。常磐線内郷駅 - 平駅（現・いわき駅）間に位置していた。
本項では構内に存在した内郷機関区（うちごうきかんく）についても記述する。

## 駅概要
2面2線の有蓋車用の上屋付貨物ホームと、貨物列車組成のための操車場から構成されていた。
当時、日本全国に27駅存在した本社指定組成駅の一つであり、常磐線の長距離・短距離貨物列車や磐越東線の貨物列車の組成を行っていた。

## 歴史
- 1972年（昭和47年）10月1日：開業。貨物取扱を開始[1]。
- 1974年（昭和49年）10月1日：小荷物取扱を開始[1]。
- 1978年（昭和53年）4月21日：小荷物取扱を廃止[1]。
- 1984年（昭和59年）2月1日：ダイヤ改正に伴い、組成駅指定がなくなる（ヤード経由式貨物輸送が廃止されたため）。
- 1985年（昭和60年）3月14日：内郷機関区とともに廃止。信号場に格下げ、いわき貨物信号場となる[1]。
- 1987年（昭和62年）4月1日：国鉄分割民営化により、JR東日本の信号場となる。
- 1998年（平成10年）頃：信号場を廃止。

## 内郷機関区
いわき貨物駅に隣接していた機関区であり、常磐線平電化に伴って開設された。1967年の常磐線全線電化完成後は、常磐線・水戸線専用の交直流電気機関車EF80形が田端機関区と並んで集中配置された。
EF80形の他にも、同じく交直流電気機関車であるEF81形（一部は300番台）や交流電気機関車ED75、その他入換作業用の機関車が所属しており、比較的大規模な機関区であった。常磐線平以南（貨物列車の場合はいわき貨物駅）における列車の牽引機の多くはEF80形が担っていた。
内郷機関区はいわき貨物駅と同時に廃止された。それからしばらくしてEF80形も運用から撤退し、EF81形に統一された。

### 所属車両に表示される略号
- 「内」…内郷を意味する「内」から構成される。

## 隣の駅
東日本旅客鉄道（JR東日本）
常磐線
内郷駅 - いわき貨物信号場 - いわき駅